# Mwambutsa Mbariza
Mwambutsa Mbariza (... – Kinywamagana, 1796 circa) fu re del Burundi.
Mutaga Senyamwiza alla sua morte aveva lasciato tre figli: Mbonyingingo, Sebitungwa e Ntisemberwa. 

Tutti e tre pretendevano il trono. Per la scelta si stabilì che il designato doveva essere quello che sarebbe riuscito a sollevare il tamburo dinastico Karyenda alla festa annuale del Muganuro. Solo il più giovane Ntisemberwa ci riuscì e mentre lo sollevava, sembra che il tamburo abbia incominciato a risuonare da solo. Fu quindi incoronato re prendendo il nome di Mwambutsa.

Il suo regno conclude il primo ciclo dei bami e inizia, vista la giovane età, con una reggenza di alcuni tutori.
Essi tentarono più volte di ucciderlo, ma sempre il giovane re ne uscì incolume. Una leggenda molto diffusa racconta che un giorno venne invitato a nuotare nel fiume Kogabami, nel letto del quale vennero fissate saldamente delle lance molto taglienti. Mwambutsa però aveva sospettato l'attentato e aveva perciò mandato avanti un servitore che subito morì colorando le acque di rosso.
Stanco di questa situazione pensò di sbarazzarsi dei suoi rivali. Un giorno organizzò una festa nel suo palazzo ed invitò tutti i sospettati, compresi anche i suoi fratelli implicati nei complotti con le loro famiglie. Dopo averli ubriacati di Urwarwa (birra di banane) incendiò il palazzo e tutti morirono bruciati. L'incendio però presto si diffuse fino a bruciare tutto il paese causando una grande siccità. Gli Abapfumu consigliarono al re, ritenuto responsabile, di sacrificarsi per far cessare questa pestilenza. Il re si buttò nel braciere nella sua residenza principale di Kinywamagana, morì e il paese fu salvo.
A Mwambutsa Mbariza successe il figlio Ngambiri che prese il nome di Ntare Rugamba.